# Спортивная гимнастика на летней Универсиаде 2015
Соревнования по спортивной гимнастике на Летней Универсиаде 2015 года проходили 4-7 июля в Кванджу (Южная Корея)

## Мужчины
| Дисциплина                | Золото                                                                              | Серебро                                                                            | Бронза                                                                                     |
| ------------------------- | ----------------------------------------------------------------------------------- | ---------------------------------------------------------------------------------- | ------------------------------------------------------------------------------------------ |
| Командное многоборье      | Япония · Тихиро Ёсиока · Каито Имабаяси · Наото Хаясака · Сёго Нонамура · Юя Камото | Республика Корея · Ян Хак Сон · Ли Чон-Хек · Ли Чун Хо · Пак Мин-Су · Джо Янг-Гван | Украина · Владимир Окашев · Игорь Радилов · Никита Ермак · Олег Верняев · Виталий Арсеньев |
| Индивидуальное многоборье | Олег Верняев Украина                                                                | Сёго Нонамура Япония                                                               | Акаш Моди США                                                                              |
|                           |                                                                                     |                                                                                    |                                                                                            |
| Вольные упражнения        | Наото Хаясака Япония                                                                | Олег Верняев Украина                                                               | Сёго Нонамура Япония Марко Волтер Швейцария                                                |
| Конь                      | Донотан Бэйли США                                                                   | Наото Хаясака Япония                                                               | Акаш Моди США                                                                              |
| Кольца                    | Артур Товмасян Армения                                                              | Игорь Радивилов Украина                                                            | Олег Верняев Украина                                                                       |
| Опорный прыжок            | Кен Ю Китайская Народная Республика                                                 | Игорь Радивилов Украина                                                            | Олег Верняев Украина                                                                       |
| Параллельные брусья       | Олег Верняев Украина                                                                | Юя Камото Япония                                                                   | Тихиро Ёсиока Япония                                                                       |
| Перекладина               | Фабиан Хамбюхен Германия                                                            | Сёго Нонамура Япония                                                               | Юя Камото Япония                                                                           |

## Женщины
| Командное многоборье      | Россия · Полина Фёдорова · Дарья Елизарова · Мария Пасека · Алла Сидоренко · Екатерина Крамаренко | Япония · Асука Терамото · Нацуми Сасада · Вакана Иноуэ · Сакура Юмото · Ю Минобе | Республика Корея · Хо Сон Ми · Еум Да-ем · Пак Чи Сон · Парк Юн Гюн · Парк Си-Ен |  |  |  |
| Индивидуальное многоборье | Келли Симм Великобритания                                                                         | Асука Терамото Япония                                                            | Нацуми Сасада Япония                                                             |  |  |  |
|                           |                                                                                                   |                                                                                  |                                                                                  |  |  |  |
| Опорный прыжок            | Мария Пасека Россия                                                                               | Келли Симм Великобритания                                                        | Дарья Елизарова Россия                                                           |  |  |  |
| Разновысокие брусья       | Екатерина Крамаренко Россия                                                                       | Асука Тэрамото Япония                                                            | Мария Пасека Россия                                                              |  |  |  |
| Бревно                    | Ю Минобе Япония                                                                                   | Полина Фёдорова Россия                                                           | Ана Филипа Мартинс Португалия                                                    |  |  |  |
| Вольные упражнения        | Полина Фёдорова Россия                                                                            | Дарья Елизарова Россия                                                           | Келли Симм Великобритания                                                        |  |  |  |

## Медальный зачёт

### Таблица медалей
| Место | Страна           | Золото | Серебро | Бронза | Всего |
| ----- | ---------------- | ------ | ------- | ------ | ----- |
| 1     | Россия           | 4      | 2       | 2      | 8     |
| 2     | Япония           | 3      | 7       | 4      | 14    |
| 3     | Украина          | 2      | 3       | 3      | 8     |
| 4     | Великобритания   | 1      | 1       | 1      | 3     |
| 5     | США              | 1      | 0       | 2      | 3     |
| 6     | Армения          | 1      | 0       | 0      | 1     |
| 6     | Китай            | 1      | 0       | 0      | 1     |
| 6     | Германия         | 1      | 0       | 0      | 1     |
| 9     | Республика Корея | 0      | 1       | 1      | 2     |
| 10    | Португалия       | 0      | 0       | 1      | 1     |
| 10    | Швейцария        | 0      | 0       | 1      | 1     |
| Всего | Всего            | 14     | 14      | 15     | 43    |